# レベルスロマンス
レベルスロマンス（Rebel's Romance、2018年3月9日 - ）は、アイルランド生産・イギリス調教の競走馬。
主な勝ち鞍は2022年・2025年のベルリン大賞、2022年・2024年のオイロパ賞、ブリーダーズカップターフ、2024年のドバイシーマクラシック、チャンピオンズ&チャターカップ。

## 戦績

### 2歳時（2020年）
10月26日ニューカッスル競馬場のオールウェザーの条件戦でウィリアム・ビュイック騎手を背にデビューして初勝利を挙げる。続く11月18日ケンプトン競馬場のポリトラックの条件戦も勝利して連勝する。

### 3歳時（2021年）
1月14日メイダン競馬場のダートの条件戦に出走して3連勝を果たす。2月20日のサウジダービーに出走するが、ピンクカメハメハの4着に敗れた。
3月27日のUAEダービー(G2)に出走。後方3番手から馬群の外側を通りながら少しずつ位置を挙げていき、直線残り300mからは1頭突き抜けて2着にパナドールの5馬身半差の圧勝でグループ競走初制覇を果たした。
その後はベルモントステークスを目標としていたが、後肢の感染症で回避している。

### 4歳時（2022年）
1月21日メイダン競馬場の条件戦で復帰するも、最終コーナーで手応えを失って8着に敗れた。続いて2月11日のカーリンステークス(L)に出走するが11着に敗れている。
イギリスに戻ってからは芝に転向して、6月25日のフレッドアーチャーステークス(L)に出走、初芝ながら勝利を挙げた。続いて7月29日のグロリアスステークス(G3)に出走して連勝を挙げる。
その後ドイツに渡って8月15日のベルリン大賞(G1)に出走、1番人気に支持された。レースでは後方2番手に控え、直線に入ると大外から進出を開始。一気に先頭に躍り出ると、追い込んできたネリックをクビ差で封じて優勝。芝転向後無傷の3連勝でG1初制覇を果たした。
再びドイツに渡って9月25日オイロパ賞(G1)に1番人気で出走。前走と同じく後方2番手からの競馬となり、直線で馬群の中に突っ込みながら進出し、内ラチ沿いに向かいながら伸び、残り200m付近で外のサンマルコを交わしてG1連勝を果たした。
その後はアメリカに渡ってブリーダーズカップ開催に参戦、11月5日のブリーダーズカップ・ターフに出走する。1番人気は僚馬ネーションズプライドで、ウォーライクゴッデス、ミシュリフがそれに続き、本馬は4番人気となった。レースは発馬でやや遅れて後方4番手からの競馬となり、中団に位置を上げつつ、第3コーナーで遅れ気味となるも、鞍上に促されて加速を開始。外のミシュリフを張り出しつつ末脚を炸裂させ、直線では力の違いを見せつけるかのように突き抜け、2着ストーンエイジに2馬身1/4差を付けて快勝。G1・3連勝を果たした。

### 5歳時（2023年）
2023年の初戦にはドバイシーマクラシックの前哨戦であるドバイシティーオブゴールド(G2)が予定されていたが、3月1日の定期検査で前脚に炎症が見られたため回避し、ドバイシーマクラシックに直行することとなった。3月25日に予定通り出走し、2番人気で迎えたが、イクイノックスの7着に沈み、連勝は5で途絶えた。
その後ボーリンググリーンステークスに出走したものの、転倒し、鞍上のリチャード・マレンが落馬した為競走中止となった。レベルスロマンスに異状は認められなかったものの、マレンはオルバニー医療センターへ救急搬送された。後にジョーハーシュ・ターフクラシックSを4着で終えた後、再びドイツに渡ってバイエルン大賞へ登録したものの、出走取消になった。
シーズン最後のレースとなるワイルドフラワーステークスに出走し優勝。1年ぶりの勝利となった。

### 6歳時（2024年）
2月17日のアミールトロフィー(G3)に出走。ハナに立つ勢いのノースブリッジを交わして逃げの体制。直線は埒沿いを通って逃げ込み遅れてやってきたゼッフィーロの追撃を3馬身差で退けて勝利を挙げた。レース後に鞍上のビュイックは「（レベルスロマンスを逃がすのは）プランAではなかったけど、チャーリー（アップルビー調教師）は10番枠から先行させたがっていた」「彼は先頭で凄くリラックスしていたよ」「BCターフを勝ったのはそれほど前ではないから、ベストの状態に戻ったようだね」とレベルスロマンスの復活の手応えを語った。
続いて3月30日のドバイシーマクラシック(G1)に出走、JRAオッズで8番人気となった。発馬を決めて2番手を確保する。スローペースの展開に身を任せる形となり、淡々とした流れとなった。最終コーナーのところでレベルスロマンスら前3頭とジャスティンパレス以下との間隔が開き、その一方でレベルスロマンスは進出を開始。後続を突き放してシャフリヤールが巻き返しを図らんとするも、間隔を保ってそのまま押し切り2馬身差を付ける完勝とした。
続いて7月27日のキングジョージに出走、2番人気に推された。しかし、最後の直線ではゴリアットとブルーストッキングに交わされ3着に敗れた。
その後は、9月27日のオイロパ賞に出走。最後の直線では外から伸びてきたStraightとの叩き合いを制し、同レース隔年制覇を達成した。
次走はオイロパ賞と同じく22年に優勝経験のあるブリーダーズカップ・ターフに狙いを定めた。日本からは前年3着の経験があるシャフリヤールやローシャムパークが参戦していた。レースでは2番手を進み、最後の直線で後続勢を突き放しにかかるが外から強襲してきたローシャムパークとの叩き合いにもつれた。しかし、これをクビ差で凌いでブリーダーズカップ・ターフ2勝目を挙げた。

### 7歳時（2025年）
7歳初戦は前年同様に2月15日のアミールトロフィーに出走することとなった。ところがレース当日の第1競走（芝1600m）で極端に滑りやすい馬場の影響から落馬事故が発生し、陣営はこの事態を受けてスクラッチ（出走取消）を決断。その後の関係者側からのヒアリングを行った結果、アミールトロフィーを含む当日のアルカイヤン競馬場での開催中止が決定し、アミールトロフィーは代替として翌16日に近隣のアルウクダ競馬場・芝2300mへ変更して実施されるなど混乱が起きた。陣営は翌16日の代替開催も回避する方向とされていたが、一転して出走に踏み切り、連覇を果たした。
連覇を狙った4月5日のドバイシーマクラシックでは、向こう正面で逃げるシンエンペラーを交わして先頭で直線を迎えたが、ダノンデサイルやカランダガン、さらに一度は抜いたドゥレッツァにも交わされ4着に敗れた。
次走に予定していたチャンピオンズ&チャターカップは回避して一旦イギリスに帰国し、G2ヨークシャーカップに出走した。レースでは先頭のコンティニュアスの背後につけながら進出し、最後の直線ではスウィートウィリアムやエピックポエットとの叩き合いを制して勝利した。
続いて6月21日に行われたロイヤルアスコット開催のG2ハードウィックステークスに出走。道中は4番手を追走し、最後の直線ではアルリファーの追撃を抑えて勝利。これで重賞13勝目を記録し、豪州で活躍したアナモーに並んでゴドルフィン所有馬として最多の重賞勝利数になった。また、アップルビー調教師はロイヤルアスコット開催で3年ぶりの白星となった。
次走は前年の雪辱を果たすべくキングジョージ6世&クイーンエリザベスステークスに出走。しかし、道中ではヤンブリューゲルとコンティニュアスに蓋をされ、最後の直線でも伸びを欠いて3着に敗れた。
続いてドイツに転戦してベルリン大賞に出走。このレースでは、主戦ジョッキーであるビュイックが他国での騎乗予定で不在のため弱冠19歳の地元騎手ロックネインが抜擢された。レースでは逃げるジュンコの背後につけながら進み、最後の直線では内で粘るジュンコを抑えきって勝利。これでG1・8勝目をマークするとともにゴドルフィン所属馬では最多となる重賞14勝目を挙げた。

## 競走成績
以下の内容はレーシング・ポスト、JRA-VAN Ver.Worldによる。
| 出走日     | 競馬場           | 競走名                            | 格 | 距離          | 着順 | 騎手           | 着差      | 1着（2着）馬     |
| ---------- | ---------------- | --------------------------------- | -- | ------------- | ---- | -------------- | --------- | ---------------- |
| 2020.10.26 | ニューカッスル   | 条件戦                            |    | オ1600m（良） | 1着  | W.ビュイック   | 1馬身     | （Movin Time）   |
| 0000.11.18 | ケンプトン       | 条件戦                            |    | オ1600m（良） | 1着  | W.ビュイック   | 4馬身     | （Anmaat）       |
| 2021.01.14 | メイダン         | 条件戦                            |    | ダ1600m（良） | 1着  | W.ビュイック   | アタマ    | （Mouheeb）      |
| 0000.02.20 | KAA              | サウジダービー                    | G3 | ダ1600m（良） | 4着  | W.ビュイック   | 5馬身     | Pink Kamehameha  |
| 0000.03.27 | メイダン         | UAEダービー                       | G2 | ダ1900m（良） | 1着  | W.ビュイック   | 5+1⁄2馬身 | （Panadol）      |
| 2022.01.21 | メイダン         | 条件戦                            |    | ダ2000m（良） | 8着  | W.ビュイック   | 25馬身    | Dubai Icon       |
| 0000.02.11 | メイダン         | カーリンS                         | L  | ダ2000m（良） | 11着 | W.ビュイック   | 27馬身    | Appreciated      |
| 0000.06.25 | ニューマーケット | フレッドアーチャーS               | L  | 芝2400m（良） | 1着  | W.ビュイック   | 3+3⁄4馬身 | （Kemari）       |
| 0000.07.29 | グッドウッド     | グロリアスS                       | G3 | 芝2400m（良） | 1着  | W.ビュイック   | 1馬身     | （Kemari）       |
| 0000.08.14 | ホッペガルテン   | ベルリン大賞                      | G1 | 芝2400m（良） | 1着  | J.ドイル       | クビ      | （Nerik）        |
| 0000.09.25 | ケルン           | オイロパ賞                        | G1 | 芝2400m（稍） | 1着  | W.ビュイック   | +3⁄4馬身  | （Sammarco）     |
| 0000.11.05 | キーンランド     | BCターフ                          | G1 | 芝2400m（良） | 1着  | J.ドイル       | 2+1⁄4馬身 | （Stone Age）    |
| 2023.03.25 | メイダン         | ドバイSC                          | G1 | 芝2410m（良） | 7着  | W.ビュイック   | 11馬身    | Equinox          |
| 0000.07.30 | サラトガ         | ボーリンググリーンS               | G2 | 芝2200m（稍） | 中止 | R.マレン       |           | Channel Maker    |
| 0000.10.07 | アケダクト       | ジョーハーシュ・ターフクラシックS | G1 | 芝2400m（重） | 4着  | W.ビュイック   | 5+3⁄4馬身 | War Like Goddess |
| 0000.11.05 | ミュンヘン       | バイエルン大賞                    | G1 | 芝2400m（重） | 取消 | D.タドホープ   |           | Junko            |
| 0000.12.13 | ケンプトン       | ワイルドフラワーS                 | L  | オ2400m（良） | 1着  | W.ビュイック   | 1+1⁄4馬身 | （Elegant Man）  |
| 2024.02.17 | アルライヤン     | アミールT                         | G3 | 芝2400m（良） | 1着  | W.ビュイック   | 3馬身     | （Zeffiro）      |
| 0000.03.30 | メイダン         | ドバイSC                          | G1 | 芝2410m（良） | 1着  | W.ビュイック   | 2馬身     | （Shahryar）     |
| 0000.05.26 | 沙田             | チャンピオンズ&チャターC          | G1 | 芝2400m（良） | 1着  | W.ビュイック   | 2馬身     | （Five G Patch） |
| 0000.07.27 | アスコット       | KGVI&QES                          | G1 | 芝2390m（良） | 3着  | W.ビュイック   | 5+1⁄2馬身 | Goliath          |
| 0000.09.22 | ケルン           | オイロパ賞                        | G1 | 芝2400m（稍） | 1着  | W.ビュイック   | クビ      | （Straight）     |
| 0000.11.03 | デルマー         | BCターフ                          | G1 | 芝2400m（良） | 1着  | W.ビュイック   | クビ      | （Rousham Park） |
| 2025.02.16 | アルウクダ       | アミールT                         | G3 | 芝2300m（良） | 1着  | W.ビュイック   | 1馬身     | (The Foxes)      |
| 0000.04.05 | メイダン         | ドバイSC                          | G1 | 芝2410m（良） | 4着  | W.ビュイック   | 3+1⁄4馬身 | Danon Decile     |
| 0000.05.16 | ヨーク           | ヨークシャーC                     | G2 | 芝2770m（良） | 1着  | W.ビュイック   | アタマ    | (Epic Poet)      |
| 0000.06.21 | アスコット       | ハードウィックS                   | G2 | 芝2390m（良） | 1着  | W.ビュイック   | 1+3⁄4馬身 | (Al Riffa)       |
| 0000.07.26 | アスコット       | KGVI&QES                          | G1 | 芝2390m（良） | 3着  | W.ビュイック   | 3+1⁄2馬身 | Calandagan       |
| 0000.08.10 | ホッペガルテン   | ベルリン大賞                      | G1 | 芝2400m（良） | 1着  | B.ロックネイン | +3⁄4馬身  | （Junko）        |

## 血統表
| レベルスロマンスの血統   | レベルスロマンスの血統                         | レベルスロマンスの血統                         | （血統表の出典）                               | （血統表の出典）    |
| 父系                     | ミスタープロスペクター系                       | ミスタープロスペクター系                       | ミスタープロスペクター系                       |                     |
| 父 Dubawi 2002 鹿毛      | 父の父Dubai Millennium 1996 鹿毛               | Seeking the Gold                               | Mr Prospector                                  | Mr Prospector       |
| 父 Dubawi 2002 鹿毛      | 父の父Dubai Millennium 1996 鹿毛               | Seeking the Gold                               | Con Game                                       |                     |
| 父 Dubawi 2002 鹿毛      | 父の父Dubai Millennium 1996 鹿毛               | Colorado Dancer                                | Shareef Dancer                                 | Shareef Dancer      |
| 父 Dubawi 2002 鹿毛      | 父の父Dubai Millennium 1996 鹿毛               | Colorado Dancer                                | Fall Aspen                                     |                     |
| 父 Dubawi 2002 鹿毛      | 父の母Zomaradah 1995 鹿毛                      | Deploy                                         | Shirley Heights                                | Shirley Heights     |
| 父 Dubawi 2002 鹿毛      | 父の母Zomaradah 1995 鹿毛                      | Deploy                                         | Slightly Dangerous                             |                     |
| 父 Dubawi 2002 鹿毛      | 父の母Zomaradah 1995 鹿毛                      | Jawaher                                        | *ダンシングブレーヴ                            | *ダンシングブレーヴ |
| 父 Dubawi 2002 鹿毛      | 父の母Zomaradah 1995 鹿毛                      | Jawaher                                        | High Tern                                      |                     |
| 母 Minidress 2009 黒鹿毛 | 母の父Street Cry 1998 黒鹿毛                   | Machiavellian                                  | Mr. Prospector                                 | Mr. Prospector      |
| 母 Minidress 2009 黒鹿毛 | 母の父Street Cry 1998 黒鹿毛                   | Machiavellian                                  | Coup de Folie                                  |                     |
| 母 Minidress 2009 黒鹿毛 | 母の父Street Cry 1998 黒鹿毛                   | Helen Street                                   | Troy                                           | Troy                |
| 母 Minidress 2009 黒鹿毛 | 母の父Street Cry 1998 黒鹿毛                   | Helen Street                                   | Waterway                                       |                     |
| 母 Minidress 2009 黒鹿毛 | 母の母Short Skirt 2003 黒鹿毛                  | *ディクタット                                  | *ウォーニング                                  | *ウォーニング       |
| 母 Minidress 2009 黒鹿毛 | 母の母Short Skirt 2003 黒鹿毛                  | *ディクタット                                  | *アルヴォラ                                    |                     |
| 母 Minidress 2009 黒鹿毛 | 母の母Short Skirt 2003 黒鹿毛                  | Much Too Risky                                 | Bustino                                        | Bustino             |
| 母 Minidress 2009 黒鹿毛 | 母の母Short Skirt 2003 黒鹿毛                  | Much Too Risky                                 | Short Rations                                  |                     |
| 母系(F-No.)              | Feronia(FN:8-d)                                | Feronia(FN:8-d)                                | Feronia(FN:8-d)                                | [ § 2 ]             |
| 5代内の近親交配          | Mr. Prospector S4×S4、Slightly Dangerous S4×M5 | Mr. Prospector S4×S4、Slightly Dangerous S4×M5 | Mr. Prospector S4×S4、Slightly Dangerous S4×M5 | [ § 3 ]             |
| 出典                     | 1. 2. 3.                                       | 1. 2. 3.                                       | 1. 2. 3.                                       | 1. 2. 3.            |

- 半弟に2024年ジェベルハッタ、マンハッタンステークスの勝ち馬メジャードタイムがいる。
- 従兄弟に2019年兵庫ゴールドトロフィー勝ち馬のデュープロセスがいる。
- 祖母の半姉に競走馬としてフランスで重賞2勝、繁殖牝馬としてアサクサデンエン・スウィフトカレント・ヴィクトワールピサを産んだホワイトウォーターアフェアがいる。
- そのほかの近親に2012年阪神ジュベナイルフィリーズ勝ち馬のローブティサージュ。